# Лиепиньш, Модрис
Модрис Лиепиньш (латыш. Modris Liepiņš; род. 3 августа 1966, Тукумс, Тукумсский район) — латвийский легкоатлет, специалист по спортивной ходьбе. Выступал за сборную Латвии по лёгкой атлетике в 1990-х и 2000-х годах, победитель и призёр первенств национального значения, участник трёх летних Олимпийских игр.

## Биография
Модрис Лиепиньш родился 3 августа 1966 года в городе Тукумсе Латвийской ССР.
Впервые заявил о себе в лёгкой атлетике на международном уровне в сезоне 1993 года, когда вошёл в состав латвийской национальной сборной и выступил на чемпионате мира в Штутгарте — в ходьбе на 50 км занял итоговое 25-е место.
В 1994 году на чемпионате Европы в Хельсинки закрыл двадцатку сильнейших в дисциплине 20 км, тогда как на 50 км сошёл с дистанции.
Благодаря череде удачных выступлений удостоился права защищать честь страны на летних Олимпийских играх 1996 года в Атланте — в программе ходьбы на 50 км показал результат 4:01:12, расположившись в итоговом протоколе соревнований на 23-й строке.
В 1997 году в ходьбе на 20 км занял 24-е место на чемпионате мира в Афинах.
На чемпионате Европы 1998 года в Будапеште стартовал на 50 км, но сошёл с дистанции.
В 1999 году в дисциплине 50 км был десятым на чемпионате мира в Севилье и 15-м на Кубке мира в Мезидон-Канон.
Находясь в числе сильнейших латвийских ходоков, благополучно прошёл отбор на Олимпийские игры 2000 года в Сиднее — здесь в ходьбе на 50 км с результатом 3:48:36 стал девятым.
В 2001 году в ходьбе на 20 км занял 16-е место на Кубке Европы в Дудинце, в то время как на чемпионате мира в Эдмонтоне в дисциплине 50 км был дисквалифицирован.
В 2002 году в 50-километровой ходьбе финишировал девятым на чемпионате Европы в Мюнхене и десятым на Кубке мира в Турине.
На чемпионате мира 2003 года в Париже в ходе прохождения дистанции в 50 км получил дисквалификацию.
В 2004 году представлял Латвию на Олимпийских играх в Афинах — на сей раз в ходьбе на 50 км показал результат 4:04:26 и занял итоговое 25-е место. Также в этом сезоне стартовал на Кубке мира в Наумбурге, где в той же дисциплине стал десятым.
После афинской Олимпиады Лиепиньш остался действующим спортсменом и продолжил принимать участие в крупнейших международных стартах. Так, в 2005 году он отметился выступлением на чемпионате мира в Хельсинки — в ходьбе на 50 км показал 17-й результат.
В 2007 году одержал победу на Валмиерском марафоне (2:46:21).
Помимо занятий спортом проявил себя в политике, пять раз выдвигался кандидатом в депутаты на муниципальных выборах Тукумской городской и уездной думы. Занимал должность директора ледовой арены в Тукумсе.
Жена Анита Лиепиня — так же известная легкоатлетка, специалистка по спортивной ходьбе и бегу на длинные дистанции.